# Srisaket Sor Rungvisai
Srisaket Sor Rungvisai (thailändisch ศรีสะเกษ ศ.รุ่งวิสัย, richtiger Name: Wisaksil Wangek (วิศักดิ์ศิลป์ วังเอก); * 8. Dezember 1986 im Landkreis (Amphoe) Uthumphon Phisai der Provinz Si Sa Ket, Nordost-Thailand) ist ein thailändischer Boxer und ehemaliger Weltmeister der WBC im Superfliegengewicht.

## Profikarriere
Wisaksil Wangek begann seine Profikarriere 2009 und erzielte in seinen ersten fünf Kämpfen nur einen Sieg. Anschließend blieb er jedoch in 26 Kämpfen ungeschlagen und gewann am 3. Mai 2013 den WBC-Titel im Superfliegengewicht gegen Yōta Satō, den er einmal verteidigen konnte. Im Mai 2014 verlor er den Titel in Mexiko durch technische Entscheidung an Carlos Cuadras. Nach einem Zusammenprall mit den Köpfen konnte Cuadras nicht weiterkämpfen, worauf es, nach einem Punkteabzug gegen Wangek, zur Auswertung der Punktezettel kam, auf denen Cuadras knapp vorne lag.
Durch 15 anschließende Siege empfahl sich Wangek jedoch erneut für einen WBC-Titelkampf im Superfliegengewicht am 18. März 2017 im Madison Square Garden von New York City. Dabei besiegte er völlig überraschend den ungeschlagenen Weltmeister Roman Gonzalez durch Mehrheitsentscheidung nach Punkten. Gonzalez galt zu diesem Zeitpunkt beim Ring Magazine als bester Boxer ungeachtet der Gewichtsklassen. Am 9. September 2017 kam es zum Rückkampf im StubHub Center von Carson, Kalifornien. Dabei siegte Wangek durch Knockout in der vierten Runde.
In seiner zweiten Titelverteidigung besiegte er im Februar 2018 Juan Francisco Estrada und wurde anschließend vom Ring Magazine als Nummer 1 der Weltrangliste geführt. Den Rückkampf gegen Estrada verlor er jedoch im April 2019 nach Punkten. Im August 2020 gewann er gegen Amnat Ruenroeng.
Im Juni 2022 boxte er um den WBC-Titel im Superfliegengewicht, verlor jedoch gegen Jesse Rodríguez.